# ときめきの花の伝説
ミュージカル・ロマン『ときめきの花の伝説』 -スタンダール作より-（ときめきのはなのでんせつ）は宝塚歌劇団のミュージカル作品。15場。
月組公演。脚本・演出は柴田侑宏。
併演作品は『ザ・スイング』。

## 概要
フランスの作家・スタンダールの「ヴァニナ・ヴァニニ」に基づいて制作された作品。
19世紀中葉のイタリア統一に命を懸ける若き革命家と貴族令嬢の恋を描いた作品。
月組トップコンビ、剣幸・こだま愛の大劇場お披露目公演。

## あらすじ
※『宝塚歌劇100年史（舞台編）』の宝塚大劇場公演を参考にした。
脱獄を図った際に大怪我をしたレジスタンスの闘志ジャン・マリオは、彼らの活動を密かに支援する貴族に助けられ、隠れ家として用意されたバローネ家で令嬢のアンジェラと知り合う。怪我が回復したジャン・マリオは仲間の待つ森に帰っていくが…。

## 公演期間と公演場所
- 1985年11月8日 - 12月17日（新人公演：11月29日）　宝塚大劇場
- 1986年3月4日 - 3月30日（新人公演：3月11日）　東京宝塚劇場

## スタッフ
氏名の後ろに「宝塚」、「東京」の文字がなければ両公演共通。
- 作曲・編曲：寺田瀧雄
- 音楽指揮：岡田良機（宝塚）、伊沢一郎（東京）
- 振付：名倉佳代子
- 装置：大橋泰弘
- 衣装：任田幾英
- 照明：勝柴次朗
- 小道具：上田特市
- 効果：扇野信夫
- 音響監督：松永浩志
- 演出助手：正塚晴彦、石田昌也
- 舞台進行：高階弘之
- 製作担当：柏原正一（東京）
- 制作：山田謙治

## 主な配役
本公演
- ジャン・マリオ・バレンタイン - 剣幸
- アンジェラ・バローネ - こだま愛
- エレオノーラ - 春風ひとみ
- バローネ公爵 - 麻月鞠緒
- メルリーニ侯爵夫人 - 京三紗
- リンドハイム伯爵夫人 - 邦なつき
- ヘレナ・タリーニ夫人 - 有明淳
- マンフレーディ公爵 - 汝鳥伶
- ランディ伯爵 - 星原美沙緒
- ヴァレリオ・ミケーレ - 未沙のえる
- クローディオ・ジェロッティ侯爵 - 桐さと実
- アレッサンドロ - 郷真由加
- ステファー - 涼風真世
- ミランダ - 仁科有理
- ビアンカ - 朝凪鈴
- トト - 若央りさ
- ローラ - 檀ひとみ

新人公演（宝塚）
- ジャン・マリオ - 涼風真世
- アンジェラ - 朝凪鈴
- エレオノーラ - 並樹かおり
- ジェロッティ侯爵 - 久世星佳
- アレッサンドロ - 若央りさ
- ステファーノ - 麻路さき
- ミランダ - 北條つぐみ
- バローネ公爵 - 大和なつ希
- マンフレーディ公爵 - 波音みちる

新人公演（東京）
- ジャン・マリオ - 涼風真世
- アンジェラ - 朝凪鈴
- エレオノーラ - 並樹かおり
- ジェロッティ - 久世星佳
- アレッサンドロ - 若央りさ
- ステファーノ - 麻路さき

## 主な楽曲
- 君、ときめきの花(主題曲)
- ゆだねて悔いなく(主題曲)
- 3人の党員の歌
- ジャン・マリオ
- 名もなく旗もなく
- 使命と恋と